# Epidendrum oerstedii
Epidendrum oerstedii är en orkidéart som beskrevs av Heinrich Gustav Reichenbach. Epidendrum oerstedii ingår i släktet Epidendrum och familjen orkidéer. Inga underarter finns listade i Catalogue of Life.